# Lac Oneida
Le lac Oneida est un lac des États-Unis, le plus grand lac entièrement inclus dans l'État de New York. Il est situé au nord-est de Syracuse au sud des Grands Lacs.

## Source de la traduction
- (en) Cet article est partiellement ou en totalité issu de l’article de Wikipédia en anglais intitulé « Oneida Lake » (voir la liste des auteurs).